# Camillina cordoba
Camillina cordoba är en spindelart som beskrevs av Norman I. Platnick och Murphy 1987. Camillina cordoba ingår i släktet Camillina och familjen plattbuksspindlar. Inga underarter finns listade.